# Ronald Petrovický
Ronald Petrovický (* 15. únor 1977, Žilina) je bývalý slovenský reprezentant v ledním hokeji.

## Klubový hokej
Ronald Petrovický je útočník hrající na pravém křídle. Je odchovancem Dukly Trenčín. Z juniorky se dostal do extraligového týmu už jako 17letý v sezóně 1993/94 na jediný zápas. Již v následující sezóně zamířil za moře. Na svou příležitost v NHL však musel velmi trpělivě čekat. Calgary Flames ho sice draftovali v úvodním draftu NHL v roce 1996 v 9. kole jako 228. hráče v pořadí, ale dokud vybruslit na led NHL, musel nejdříve strávit 7 dlouhých sezón v nižších soutěžích. Konečně v sezóně 2000/01 se dočkal svých prvních zápasů v NHL v dresu Calgary Flames. Další sezónu odehrál stejně v Calgary a sezónu 2002/03 na opačné straně kontinentu - v New Yorku za tým New York Rangers. Následující sezónu 2003/04 opět měnil klub. Odehrál ji v životní formě za Atlantu Thrashers. Za jedinou sezónu dal více gólů než za předchozí tři dohromady. Během stávky v NHL v sezóně 2004/05 odehrál 34 zápasů za MsHK Žilina v slovenské hokejové extralize a 10 zápasů za Brynäs IF Gävle ve švédské Elitserien. Na sezónu 2005/06 měl podepsanou smlouvu s Atlantou, která mu zaručovala příjem 589 tisíc USD za rok. Před sezónou 2006/07 podepsal roční kontrakt s Pittsburghem Penguins.

### Milníky
- 5. říjen 2000 - 1. zápas v NHL: Calgary Flames - Detroit Red Wings. Utrpěl vážné zranění zápěstí a vynechal dalších 49 zápasů.
- 26. únor 2001 - 1. gól a zároveň bod v NHL: Calgary Flames : Dallas Stars
- 1. březen 2001 - 1. přihrávka na gól v NHL: Columbus Blue Jackets : Calgary Flames
- 25. březen 2002 - 100. zápas v NHL: Calgary Flames : Columbus Blue Jackets
- 9. prosinec 2005 - 1. hattrick v NHL: Atlanta Thrashers - Columbus Blue Jackets 5:2

### Klubová statistika
| Sezona      | Klub                           | Soutěž      | Základní část | Základní část | Základní část | Základní část | Základní část | Play off | Play off | Play off | Play off | Play off |
| Sezona      | Klub                           | Soutěž      | Z             | G             | A             | B             | TM            | Z        | G        | A        | B        | TM       |
| ----------- | ------------------------------ | ----------- | ------------- | ------------- | ------------- | ------------- | ------------- | -------- | -------- | -------- | -------- | -------- |
| 1993/94     | Dukla Trenčín                  | SE          | 1             | 0             | 0             | 0             | 0             | —        | —        | —        | —        | —        |
| 1994/95     | Tri-City Americans             | WHL         | 39            | 4             | 11            | 15            | 86            | —        | —        | —        | —        | —        |
| 1995/96     | Prince George Cougars          | WHL         | 21            | 4             | 6             | 10            | 37            | —        | —        | —        | —        | —        |
| 1995/96     | Prince George Cougars          | WHL         | 39            | 19            | 21            | 40            | 61            | —        | —        | —        | —        | —        |
| 1996/97     | Prince George Cougars          | WHL         | 72            | 32            | 37            | 69            | 119           | 15       | 4        | 9        | 13       | 31       |
| 1997/98     | Regina Pats                    | WHL         | 71            | 64            | 49            | 113           | 168           | 9        | 2        | 4        | 6        | 11       |
| 1998/99     | Saint John Flames              | AHL         | 78            | 12            | 21            | 33            | 114           | 7        | 1        | 2        | 3        | 19       |
| 1999/00     | Saint John Flames              | AHL         | 67            | 23            | 33            | 56            | 131           | 3        | 1        | 1        | 2        | 6        |
| 2000/01     | Calgary Flames                 | NHL         | 30            | 4             | 5             | 9             | 54            | —        | —        | —        | —        | —        |
| 2001/02     | Calgary Flames                 | NHL         | 77            | 5             | 7             | 12            | 85            | —        | —        | —        | —        | —        |
| 2002/03     | New York Rangers               | NHL         | 66            | 5             | 9             | 14            | 77            | —        | —        | —        | —        | —        |
| 2003/04     | Atlanta Thrashers              | NHL         | 78            | 16            | 15            | 31            | 123           | —        | —        | —        | —        | —        |
| 2004/05     | MsHK Žilina                    | SE          | 34            | 10            | 9             | 19            | 34            | —        | —        | —        | —        | —        |
| 2004/05     | Brynas IF Gavle                | SEL         | 10            | 0             | 5             | 5             | 27            | —        | —        | —        | —        | —        |
| 2005/06     | Atlanta Thrashers              | NHL         | 60            | 8             | 12            | 20            | 62            | —        | —        | —        | —        | —        |
| 2006/07     | Pittsburgh Penguins            | NHL         | 31            | 3             | 3             | 6             | 28            | 3        | 0        | 0        | 0        | 2        |
| 2006/07     | Wilkes-Barre/Scranton Penguins | AHL         | 4             | 0             | 0             | 0             | 4             | —        | —        | —        | —        | —        |
| 2007/08     | Dukla Trenčín                  | SE          | 2             | 0             | 1             | 1             | 2             | —        | —        | —        | —        | —        |
| 2007/08     | MODO Hockey                    | SEL         | 18            | 1             | 1             | 2             | 10            | —        | —        | —        | —        | —        |
| 2007/08     | EV Zug                         | NLA         | 10            | 0             | 0             | 0             | 35            | 7        | 0        | 0        | 0        | 8        |
| 2008/09     | Dinamo Riga                    | KHL         | 30            | 2             | 3             | 5             | 49            | —        | —        | —        | —        | —        |
| 2009/10     | Springfield Falcons            | AHL         | 6             | 0             | 0             | 0             | 19            | —        | —        | —        | —        | —        |
| NHL celkově | NHL celkově                    | NHL celkově | 342           | 41            | 51            | 92            | 429           | 3        | 0        | 0        | 0        | 2        |
| AHL celkově | AHL celkově                    | AHL celkově | 155           | 35            | 54            | 89            | 268           | 10       | 2        | 3        | 5        | 25       |

## Osobní život
Ronald Petrovický je ženatý. S manželkou Ashley mají syna Reifa a dceru Riannon. Jeho bratr Róbert Petrovický je také reprezentantem Slovenska v ledním hokeji.

## Reprezentace
Statistiky hráče na Mistrovstvích světa a Olympijských hrách:
| Turnaj             | Místo konání            | Z  | G | A | B | Umístění         | Soupisky          |
| ------------------ | ----------------------- | -- | - | - | - | ---------------- | ----------------- |
| MS 2000            | Rusko (Petrohrad)       | 2  | 0 | 0 | 0 | Stříbrná medaile | Soupiska MS 2000  |
| MS 2004            | Česko (Praha, Ostrava)  | 9  | 1 | 0 | 1 | 4. místo         | Soupiska MS 2004  |
| SP 2004            | Severní Amerika, Evropa | 2  | 0 | 0 | 0 | 8. místo         | Soupiska          |
| ZOH 2006           | Itálie (Turín)          | 6  | 1 | 0 | 1 | 5. místo         | Soupiska ZOH 2006 |
| Celkem na MS (2x)  |                         | 11 | 1 | 0 | 1 |                  |                   |
| Celkem na ZOH (1x) |                         | 6  | 1 | 0 | 1 |                  |                   |

### Zimní olympijské hry 2006
Slovensko skončilo na Zimních olympijských hrách 2006 na pátém místě. Po výborných výkonech v základní skupině, kterou vyhrálo bez ztráty bodu, bylo vyřazeno ve čtvrtfinále Českem. Ronald Petrovický byl původně nominován na olympiádu jako náhradník, avšak po zranění Jozefa Stümpela ho trenér František Hossa dopsal na soupisku. Nastupoval ve čtvrtém útoku, kterému dobrými výkony pomohl udržet čisté konto. Měl stoprocentní účinnost střelby, když z jediné střely na bránu dal gól.